# Magdalena Piekarska
Magdalena Piekarska-Twardochel (ur. 28 listopada 1986 w Warszawie) – polska szpadzistka, dwukrotna medalistka mistrzostw świata i czterokrotna medalistka mistrzostw Europy.
W 2003 roku zdobyła brązowy medal w indywidualnej rywalizacji kadetek na mistrzostwach świata juniorów w Trapani. 
Podczas mistrzostw świata w Antalyi w 2009 roku Polki w składzie: Danuta Dmowska-Andrzejuk, Małgorzata Bereza, Magdalena Piekarska i Ewa Nelip zdobyły srebrny medal w turnieju drużynowym. W tej samej konkurencji zdobyła również brązowy medal na mistrzostwach świata w Lipsku w 2017 roku. Była też między innymi czwarta drużynowo na mistrzostwach świata w Pekinie w 2008 roku oraz piąta indywidualnie na mistrzostwach świata w Paryżu w 2010 roku i mistrzostwach świata w Katanii w 2011 roku.
Wystartowała na igrzyskach olimpijskich w Londynie w 2012 roku, gdzie indywidualnie odpadła w trzeciej rundzie. Brała też udział w igrzyskach olimpijskich w Tokio w 2020 roku, zajmując szóste miejsce w zawodach drużynowych.
Zdobyła drużynowo srebrny medal na mistrzostwach Europy w Płowdiwie w 2009 roku. W konkurencji tej wywalczyła następnie złote medale na mistrzostwach Europy w Lipsku w 2010 roku i mistrzostwach Europy w Düsseldorfie w 2019 roku. Ponadto na ME 2010 zdobyła również srebrny medal w turnieju indywidualnym.
W 2011 została odznaczona Złotym Krzyżem Zasługi.
Od sierpnia 2012 do sierpnia 2016 pisała felietony do portalu igrzyska24.pl.
Oficjalnie zakończyła karierę sportową podczas mistrzostw Polski w 2024. 